# Ebenezer Stoddard
Ebenezer Stoddard (* 6. Mai 1785 in Union, Tolland County, Connecticut; † 19. August 1847 in West Woodstock, Connecticut) war ein US-amerikanischer Politiker.

## Werdegang
Stoddard besuchte die Woodstock Academy von 1802 bis 1803 und studierte Jura an der Brown University in Providence. 1807 graduierte er dort und wurde 1810 in die Anwaltschaft aufgenommen. Stoddard praktizierte in West Woodstock.
Er wurde als Mitglied der Demokratisch-Republikanischen Partei in den Kongress gewählt und vertrat dort vom 4. März 1821 bis zum 3. März 1825 den Bundesstaat Connecticut im US-Repräsentantenhaus. Danach gehörte Stoddard von 1825 bis 1827 dem Senat von Connecticut an und war 1833 sowie erneut von 1835 bis 1837 Vizegouverneur des Bundesstaates. Nach seinem Rückzug aus der Politik begann er wieder in seinem früheren Beruf zu arbeiten.
Stoddard starb 1847 in West Woodstock und wurde auf dem Bungay Cemetery beigesetzt.